# Gill Sans
Gill Sans — семейство шрифтов класса гуманистических гротесков, разработанное Эриком Гиллом. В настоящее время распространяется вместе с операционной системой macOS и продуктами компании Adobe.

## Характеристики
Заглавные буквы гарнитуры Gill Sans (как и гарнитур Caslon и Баскервиль) воспроизводят римскую капитель, такую, какая использована в оформлении колонны Траяна. Заглавная M у Gill Sans имеет такие пропорции, что её можно вписать в квадрат, причём средняя линия будет проходить через центр этого квадрата.
Вариации:
- Gals[1]
- Gill Sans MT
- Gill Sans Nova
- Gill Sans Cyrillic

## История
Gill Sans был разработан для оформления вывески магазина Дугласа Клевердона. Чтобы дополнить эту вывеску, Гилл создал меньший по размеру алфавит в помощь Клевердону — для составления анонсов и объявлений.
Известность гарнитура Gill Sans получила сразу в 1928 году, так как она была выбрана для оформления фирменного стиля Лондонской и Северо-восточной железной дороги (LNER). Заглавными буквами были набраны практически все надписи компании, Gill Sans были оформлены информационные таблички, расписания, меню в ресторане и печатная реклама.
После национализации компании British Rail её расписания также были набраны шрифтом Gill Sans.

## Использование

### Страны бывшего СССР

#### В России
Гарнитура использовалась на телеканалах «Ю» (2013—2018), «РТР» (1998—2001), «ТВК» (Красноярск) (1999—2003) и «НТВ» (2005—2007). Также шрифт использован при создании логотипа журнала «За рулём».
Также используется в телепередачах «Ищу тебя!/Жди меня» (ОРТ/Первый канал, 2000-е), «Сегодня вечером с Андреем Малаховым» (Первый канал, 2012-2017), «Лотерея Золотой ключ» (РТР/Россия, 1999-2003), «Принцип Домино» (НТВ, 2002-2005),  «Городские новости» (М1/Домашний, ~2005), «Прогноз погоды ОРТ/Первого канала» (ОРТ/Первый канал, 2001-2003), а также на телесериале «Самара» (Россия-1, 2012), а также на рекламах «Азбука вкуса» (с 1997 по 2021 год), «Maxwell House» (с 2001 по 2002 год), «Fruittella», «Coca-Cola Light», «Мираторг» (с 1995 года) и в журналах «Yes» и «Караван историй» .
Также использовался на плашке с часами и температурой на канале "ТНТ-Урал" в Екатеринбурге с 2004 по начало 2010-х годов.
C 2014 года — фирменный шрифт музея современного искусства Эрарта.
«Существует несколько кириллических версий Gill Sans, в том числе разработанная дизайнерами Monotype, но пока ни одна из них неадекватна по качеству латинскому прототипу». (В. Ефимов, 2006 г.). В 2013 году компания «Паратайп» выпустила свою версию шрифта под названием Humanist 521.

#### В Азербайджане
Гарнитура используется на валюте «Азербайджанский манат» (с 2006 года).
На Украине
Гарнитура использовалась на телеканале «СТБ» (2002-2004, 2005-2008), также использовалась в программе "Окна" (2003-2005, заставка, 2006-2008, плашки)

### Остальное

#### В Великобритании
Гарнитура широко используется и в настоящее время различными компаниями для придания утонченности и профессиональности своему корпоративному стилю. Среди них — корпорация «Би-би-си», выбравшая Gill Sans для своего оформления в 1997 году. Используется компанией Saab, а также в рекламе Kit Kat.

#### Во Франции
Гарнитура используется в автомобильной марке «Peugeot».

#### В Швеции
Гарнитура используется в косметической марке «Орифлейм».

#### В США
Гарнитура используется Фондом Викимедиа в логотипах нескольких проектов.

## Галерея

Логотип компании BBC
Логотип торговой марки Philips
Логотип торговой марки BenQ
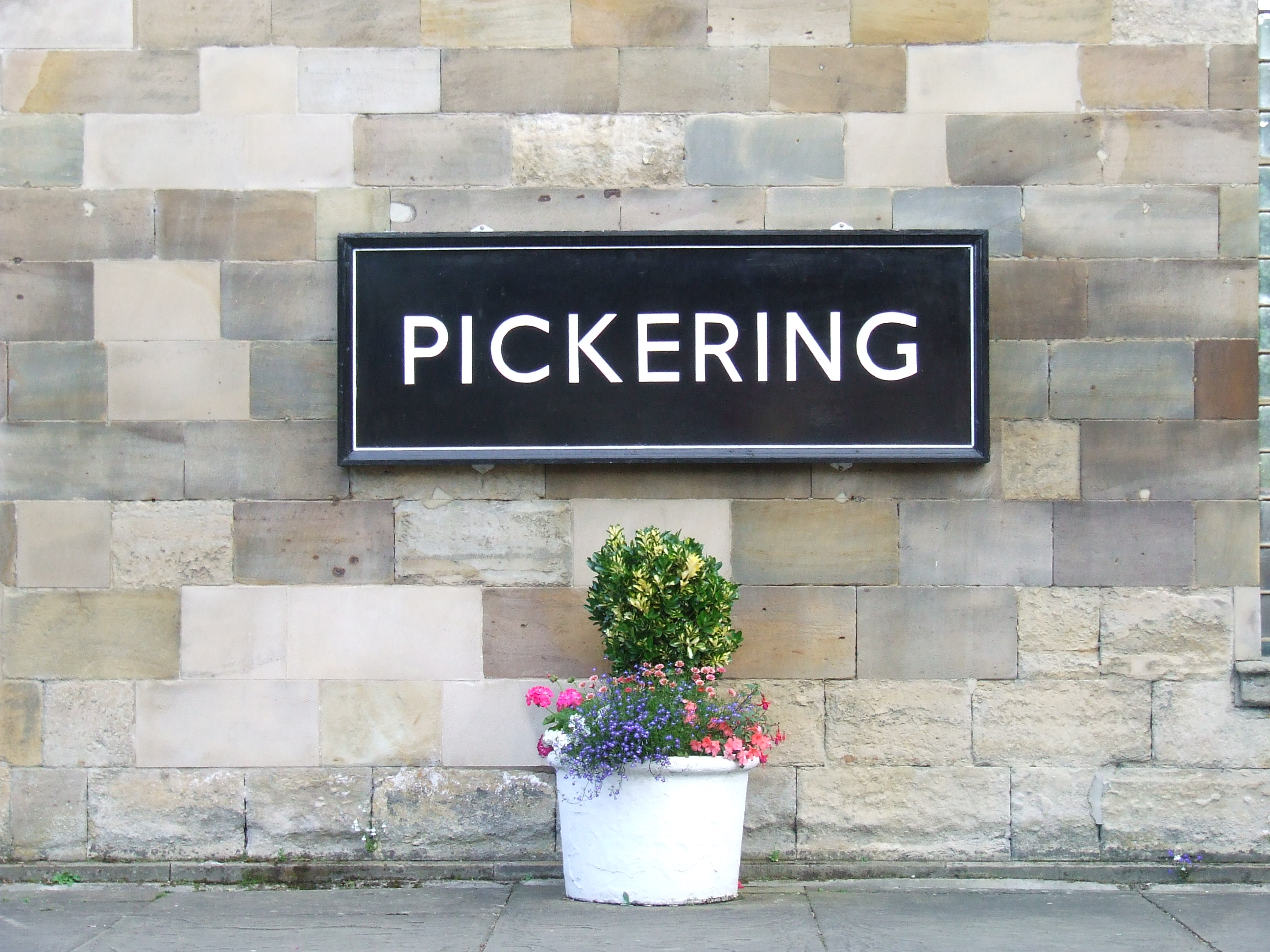
Табличка с названием железнодорожной станции в Англии
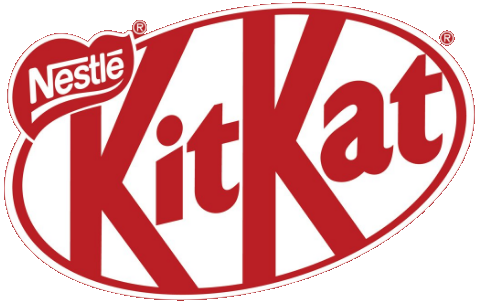
Логотип Kit Kat